# Îles Malouines
Îles Falkland
« Malouines » redirige ici. Pour l'adjectif et ses autres dérivés, voir Malouin.
Les îles Malouines ou îles Falkland, (en anglais : Falkland Islands ; en espagnol : Islas Malvinas) sont un archipel de l'océan Atlantique Sud situé à 361 km au nord-nord-est du cap San Juan, l'extrémité orientale de l'île des États, à 397 kilomètres au nord-est du cabo San Diego, la pointe est de la Terre de Feu, et à 1 216 kilomètres au nord de l'extrémité septentrionale de la péninsule Antarctique.
Elles forment un territoire britannique d'outre-mer. Elles sont revendiquées par l'Argentine, qui en conteste la souveraineté au Royaume-Uni, et ont été l'enjeu d'un affrontement militaire, la guerre des Malouines, entre les deux pays en 1982.
L'archipel est composé de deux îles principales, la Grande Malouine et la Malouine orientale, séparées par un large chenal, le détroit des Malouines (Falkland Sound en anglais, Estrecho de San Carlos en espagnol), ainsi que de plus de 750 îles et îlots. La superficie de l'archipel est de 12 173 km2, soit la plus importante des îles sub-antarctiques, équivalente à celle de l'Irlande du Nord. Il abrite une population d'environ 3 000 habitants (appelés Malouins), dont les deux tiers résident dans la capitale Port Stanley.

## Nom
Découvertes par Amerigo Vespucci au début du XVIe siècle, puis visitées par Esteban Gómez (1520), Simón de Alcazaba et Alonso de Camargo (avant 1540), les îles Malouines sont baptisées en 1592 par les Anglais « îles méridionales de Davis », nom que leur donna le navigateur anglais John Davis. Deux ans plus tard, en 1594, le navigateur anglais Richard Hawkins les nomme « Hawkins’s Maiden-Land ». En 1600, le navigateur hollandais Sebald de Weert y accoste à son tour et leur donne le nom d'« îles Sebald ».
Lors d'une nouvelle exploration en 1690, John Strong, qui dirige l'expédition, les nomme à son tour Falkland Islands, d'après son seigneur, Anthony Cary (en), 5e vicomte de Falkland (une petite ville du Sud-Est de l'Écosse dans le Fife). Le Français Louis-Antoine de Bougainville les visite à son tour en 1764 et les baptise «  îles Malouines  » d'après le nom des habitants de Saint-Malo, port breton dont proviennent les premiers colons permanents connus de ces îles. Les Malouins, marins-pêcheurs pour la plupart, pratiquent beaucoup au XVIIIe siècle le commerce interlope avec la côte ouest de l'Amérique du Sud.
S'inspirant de cette dénomination, les Espagnols nomment quant à eux l'archipel « Islas Malvinas ». Mais en raison du désaccord sur la souveraineté sur l'archipel, l'usage de noms espagnols est considéré comme agressif sur l'archipel, particulièrement par ceux qui sont associés à la tentative de récupération des îles par des troupes argentines en 1982 alors qu'elles étaient occupées par les Britanniques depuis 1833. Ainsi, le général britannique Jeremy Moore (en) n'autorisa pas l'usage d'« Islas Malvinas » dans le document de reddition des Argentins, le considérant comme un nom de propagande.
Aujourd'hui, la désignation officielle ISO est « Falkland Islands (Malvinas) », les Argentins revendiquant quant à eux la dénomination internationale de « Malvinas ». L'Organisation des Nations unies préconise l'usage, en français, du terme « îles Falkland (Malvinas) »,.
Les îles Malouines ont pour code SF, selon la liste des préfixes des codes OACI des aéroports.

## Histoire
Désertes jusqu'à leur découverte par les Européens au XVIe siècle, les îles Malouines sont colonisées en 1764 sous la direction du français Louis-Antoine de Bougainville, mais passent quelques années plus tard (1767) sous souveraineté espagnole. Elles font ensuite l'objet de revendications territoriales de l'Espagne et du Royaume-Uni, ce qui conduit à une crise diplomatique, la crise des Malouines de 1770, conclue par un compromis entre les deux États. Après son indépendance de l'Espagne en 1816, l'Argentine se proclame héritière de la souveraineté espagnole sur les îles Malouines, situées au large de ses côtes.
Le Royaume-Uni contrôle cependant l'archipel à partir de 1833, et y installe progressivement des colons d'origine britannique. Il maintient sa domination sur les îles pendant la Première Guerre mondiale, en remportant la bataille des Falklands contre la marine impériale allemande. En 1911, les îles Malouines avaient 3275 habitants, et 916 d'entre eux habitaient Port Stanley. L'Argentine conteste la souveraineté britannique sur les îles Malouines, et tente d'en prendre le contrôle par les armes en 1982 : c'est la guerre des Malouines, dont le Royaume-Uni sort vainqueur. Le gouvernement argentin maintient ses revendications territoriales sur l'archipel et les réaffirma de nouveau avec la déclaration d'Ushuaïa. Un référendum d'auto-détermination a lieu en mars 2013 pour permettre aux habitants de choisir leur statut, une consultation par laquelle ceux-ci choisissent à 98,8 % de conserver le statut de territoire britannique d'outre-mer, mais ce référendum n'est pas reconnu par les autorités argentines, qui le jugent illégitime. En 2015, le gouvernement de Cristina Kirchner dénonce auprès de l'Organisation des Nations unies la politique du renforcement du dispositif militaire britannique, qui vise à « moderniser le dispositif de défense » selon le ministre britannique de la Défense Michael Fallon.

## Politique

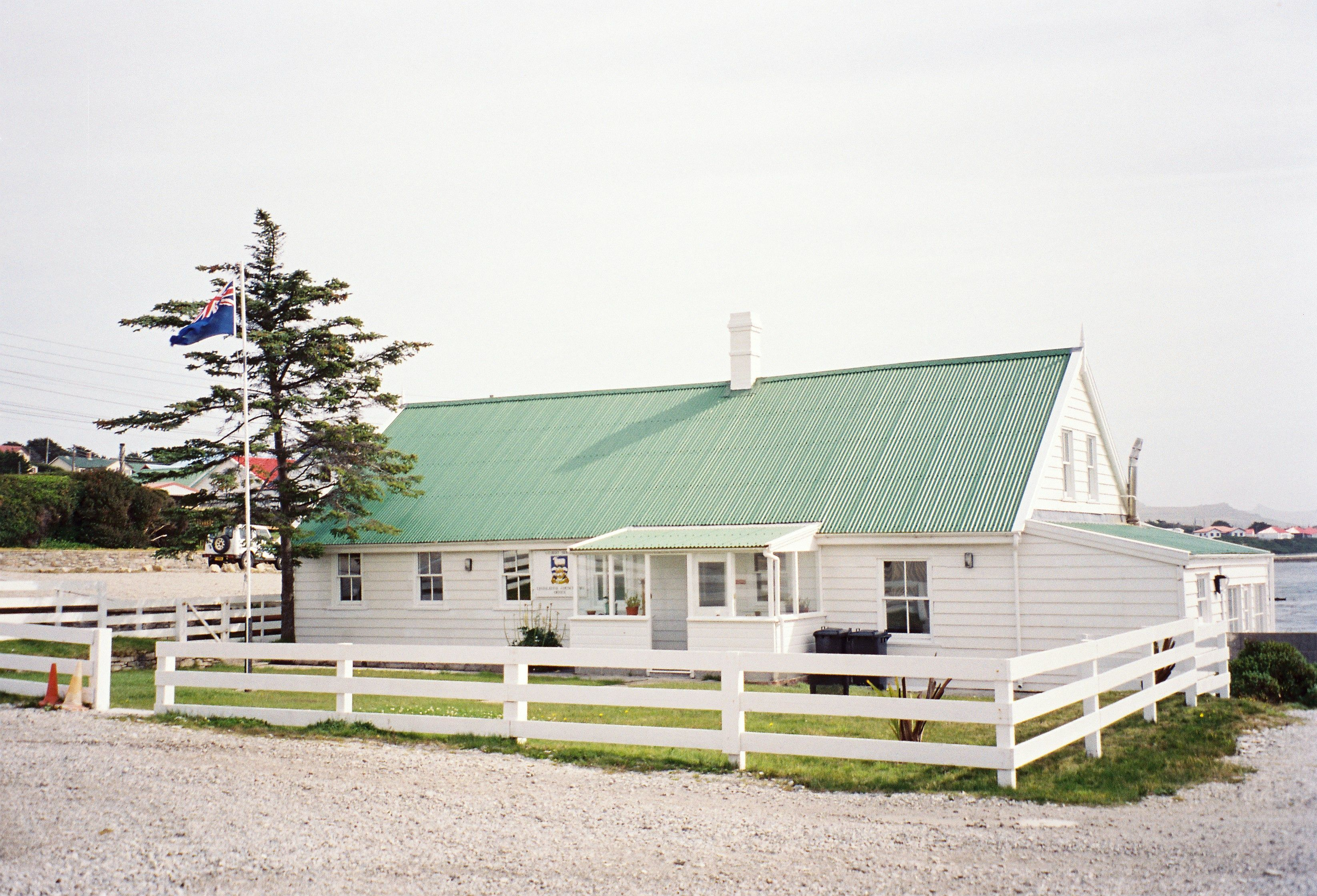
L'Assemblée législative des îles Malouines.

Les îles Malouines sont un territoire d'outre-mer britannique autonome. Selon la Constitution de 2009, l'archipel dispose d'une autonomie interne complète. Le Royaume-Uni est seulement responsable des affaires étrangères et il garde le pouvoir de protéger ses intérêts et d'assurer la bonne gouvernance du territoire. Le monarque britannique est le chef de l'État et l'autorité exécutive est exercée au nom du monarque par le gouverneur. Celui-ci nomme le chef de l'exécutif, après avis des membres de l'Assemblée législative. Le gouverneur et le chef de l'exécutif agissent en tant que chef du gouvernement. La politique étrangère relative aux Malouines est conduite par un ministre du gouvernement britannique.

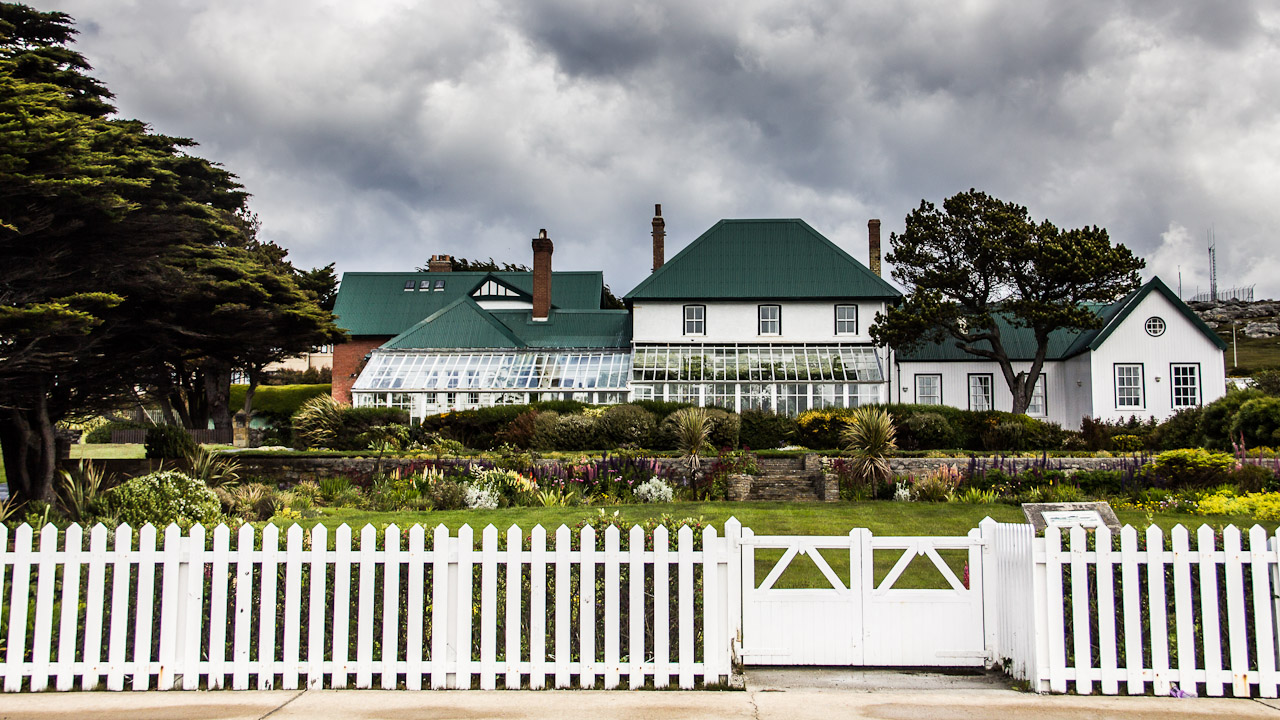
La résidence du gouverneur à Port Stanley.

Le gouverneur agit sur avis du Conseil exécutif des Îles Malouines, composé du chef de l'exécutif, du directeur des finances et de trois membres élus de l'Assemblée législative. Cette dernière constitue le Parlement monocaméral du territoire. Elle comprend le chef de l'exécutif, le directeur des finances et huit membres (cinq de Stanley, trois de Camp) élus pour un mandat de quatre ans au suffrage universel direct. Les personnes élues sont indépendantes de tout parti politique, aucun n'existant dans le système démocratique des Malouines. Depuis les élections générales de 2013, les membres de l'Assemblée législative reçoivent un salaire et ils sont censés exercer leur mandat à temps plein, les obligeant à abandonner tout autre travail et tout intérêt professionnel, pour assurer leur indépendance.
Du fait de leurs liens avec le Royaume-Uni, les Malouines ont fait partie des pays et territoires d'outre-mer de l'Union européenne jusqu'au 31 janvier 2020, date du retrait du Royaume-Uni de l'Union européenne. Avant ce dernier, les îles Malouines étaient avec la Guyane française les seuls territoires d'Amérique du Sud appartenant à des pays de l'Union européenne. En tant que pays et territoire d'outre-mer, l'archipel ne faisait cependant pas partie intégrante de l'Union, tandis que la Guyane en est une région ultrapériphérique.
Le système juridique de l'île est supervisé par le Bureau des Affaires étrangères et du Commonwealth et est largement inspiré du système britannique. En outre, la Constitution impose le respect des principes de la Convention européenne des droits de l'homme. Les habitants ont le droit de faire appel auprès de la Cour européenne des droits de l'homme et du Conseil privé. L'application de la loi est de la responsabilité de la Police royale des îles Malouines (Royal Falkland Islands Police) et la défense du territoire est de la responsabilité du Royaume-Uni. Une garnison militaire est positionnée sur les îles, dans la base de la RAF Mount Pleasant et le gouvernement des Malouines finance la Force de défense. Les eaux territoriales de l'archipel s'étendent jusqu'à 200 milles marins du littoral, conformément à la Convention des Nations unies sur le droit de la mer et sont en contact avec les frontières maritimes de l'Argentine.

## Géographie

Carte topographique de l'archipel des îles Malouines.

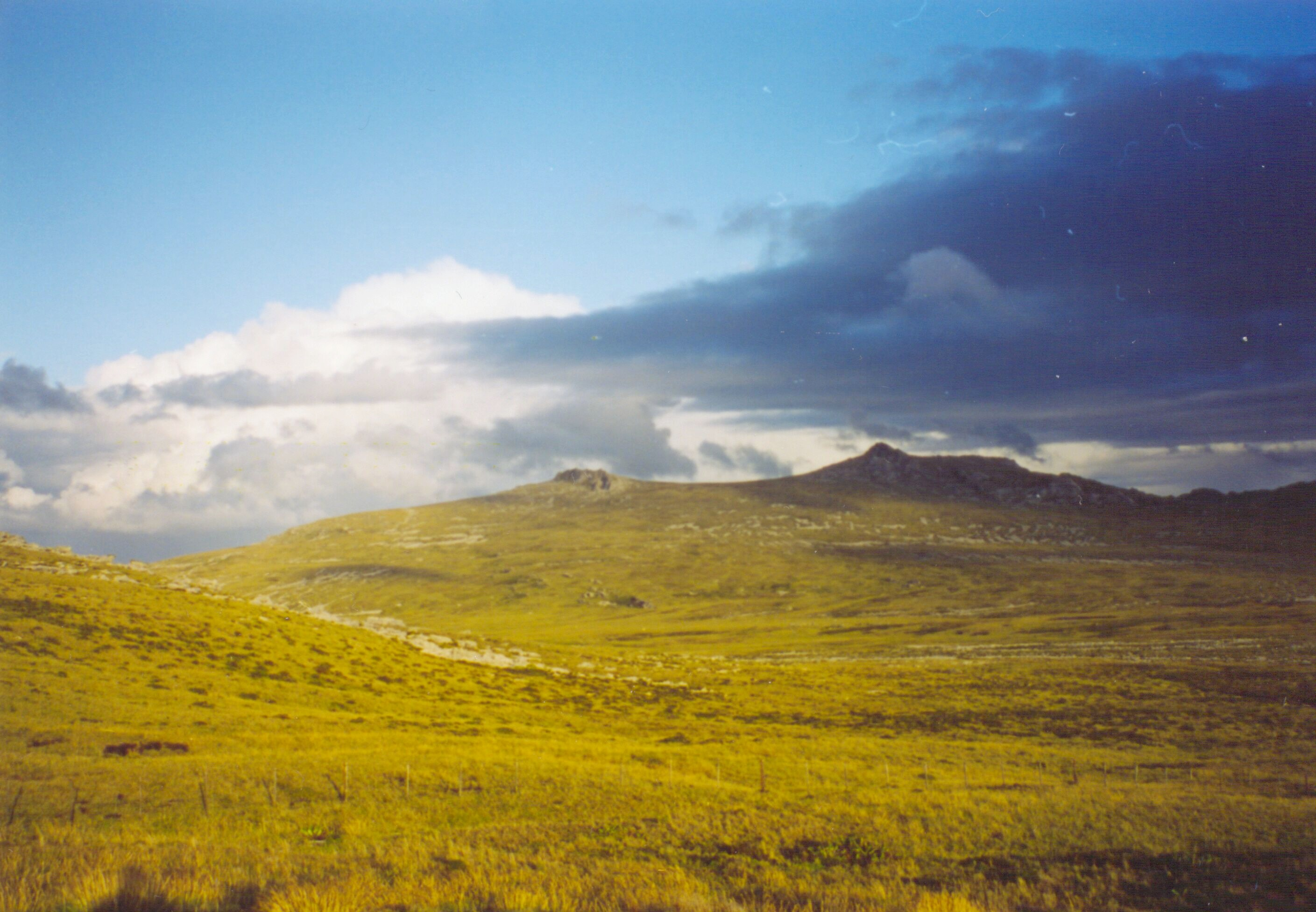
Une vue de l'intérieur des terres.

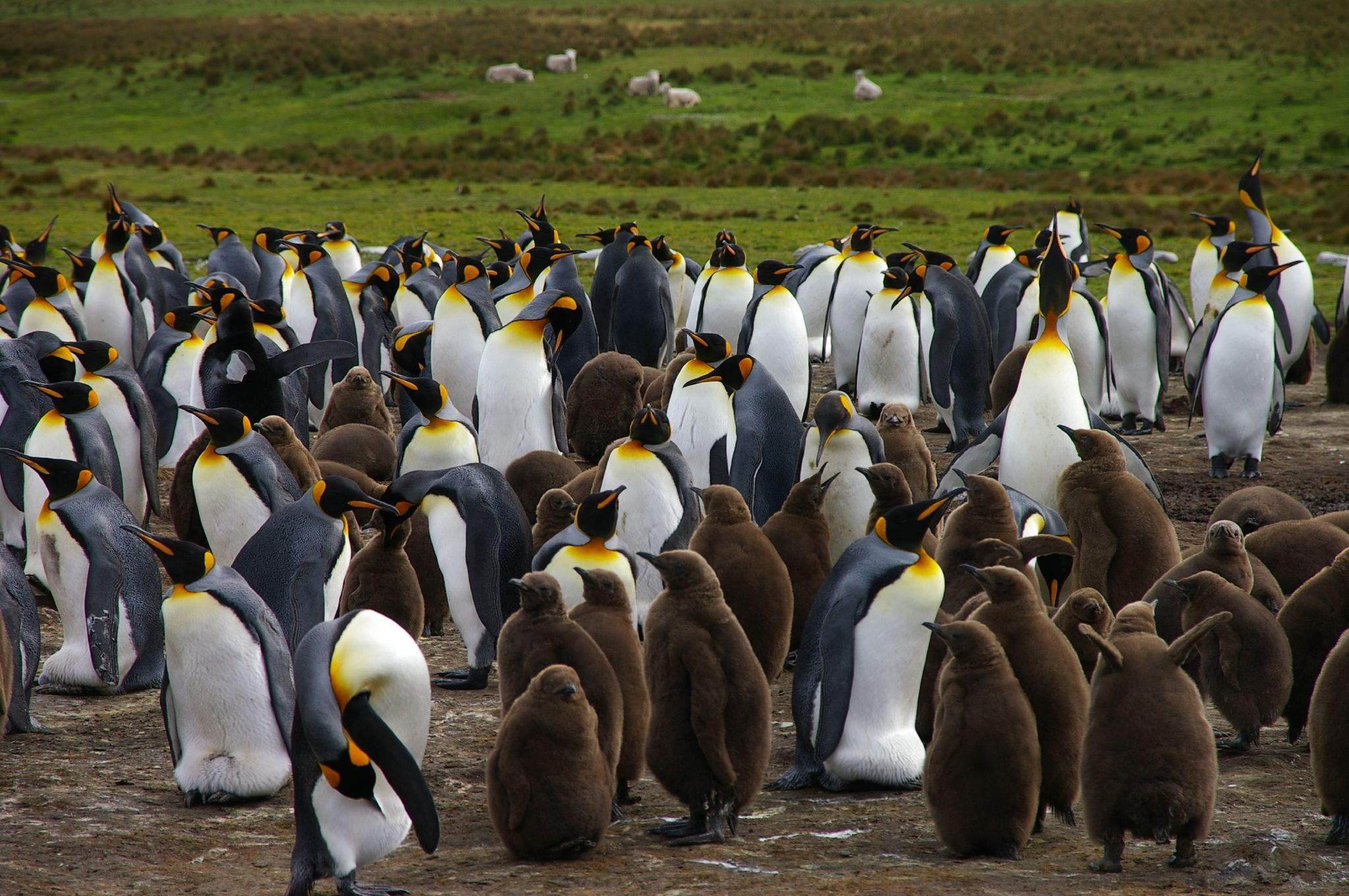
Manchots royaux avec leurs petits.

Il existe deux îles principales, Malouine orientale (East Falkland) et Grande Malouine (West Falkland) et environ 776 plus petites îles ou îlots dont l'île Bobs. L'ensemble représente une surface de 12 173 km2.
Les îles sont situées à 343 km de l'île argentine des États, à 463 km de la côte continentale de l'Argentine, à 489 km du Chili, à 928 km de l'Antarctique et à 1 078 km à l'ouest des Shag Rocks de la Géorgie du Sud. La Géorgie du Sud et les îles Sandwich du Sud sont sous la même juridiction que les îles Malouines.
La côte a une longueur estimée de 1 288 km.
Les deux îles principales se trouvent de chaque côté du détroit des Malouines. La Malouine orientale abrite la capitale et la grande majorité de la population. Les deux îles ont des chaînes de montagnes, le plus haut point de l'archipel étant le mont Usborne, 705 mètres, sur la Malouine orientale. Il y a aussi des plaines marécageuses, principalement en Lafonia, dans la moitié sud de la Malouine orientale. Pratiquement l'intégralité du territoire sert de zone de pâturage pour les moutons.
Plusieurs plus petites îles entourent les îles principales dont Barren, Beaver, Bleaker, Carcass, George, Keppel, Lively, New, Pebble, Saunders, île des Lions de mer, Speedwell, Staats, Weddell (la troisième plus grande île de l'archipel) et West Point. Les îles Jason se trouvent au nord-ouest de l'archipel et l'île Beauchêne plus au sud. Speedwell Island et l'île George sont séparées de la Malouine orientale par le passage Eagle (en).
L'archipel revendique des eaux territoriales à 12 milles nautiques (22,2 km) et une zone économique exclusive de 200 milles nautiques (370,4 km), qui est une source de désaccord avec l'Argentine.
Quelques toponymes sont d'origine francophone et hispanique comme : Cape Bougainville, Sound Choiseul, Chartres, Port Louis, Malo River, San Carlos, Port San Carlos, Salvador…

## Climat
Entourées des eaux froides de l'Atlantique Sud, les îles Malouines ont un climat océanique sub-arctique (classification de Köppen : Cfc) qui est très influencé par l'océan comme le montre la faible amplitude des températures annuelles. La température maximale moyenne est 13 °C en janvier et 4 °C en juillet. La pluviométrie annuelle moyenne est 573,6 millimètres, la partie est des îles Malouines étant généralement plus humide que la partie ouest. L'humidité est élevée, et les vents sont plutôt forts. La neige est rare mais peut survenir à tout moment de l'année. Les tempêtes sont fréquentes, particulièrement en hiver.
| Mois                              | jan. | fév. | mars | avril | mai | juin | jui. | août | sep. | oct. | nov. | déc. | année |
| --------------------------------- | ---- | ---- | ---- | ----- | --- | ---- | ---- | ---- | ---- | ---- | ---- | ---- | ----- |
| Température minimale moyenne (°C) | 6    | 5    | 4    | 3     | 1   | −1   | −1   | −1   | 1    | 2    | 3    | 4    | 2,2   |
| Température maximale moyenne (°C) | 13   | 13   | 12   | 9     | 7   | 5    | 4    | 5    | 7    | 9    | 11   | 12   | 8,9   |
| Record de froid (°C)              | −1   | −1   | −3   | −6    | −7  | −11  | −9   | −11  | −11  | −6   | −3   | −2   |       |
| Record de chaleur (°C)            | 24   | 23   | 21   | 17    | 14  | 11   | 10   | 11   | 15   | 18   | 22   | 22   |       |
| Ensoleillement (h)                | 7    | 6    | 5    | 3     | 2   | 2    | 2    | 3    | 4    | 5    | 7    | 7    |       |
| Précipitations (mm)               | 71   | 58   | 64   | 66    | 66  | 53   | 51   | 51   | 38   | 41   | 51   | 71   | 681   |
| Humidité relative (%)             | 78   | 79   | 82   | 86    | 88  | 89   | 89   | 87   | 84   | 80   | 75   | 77   |       |

| Diagramme climatique                                  |       |       |      |      |       |       |       |      |      |       |       |
| J                                                     | F     | M     | A    | M    | J     | J     | A     | S    | O    | N     | D     |
| 13671                                                 | 13558 | 12464 | 9366 | 7166 | 5−153 | 4−151 | 5−151 | 7138 | 9241 | 11351 | 12471 |
| Moyennes : • Temp. maxi et mini °C • Précipitation mm |       |       |      |      |       |       |       |      |      |       |       |

## Économie

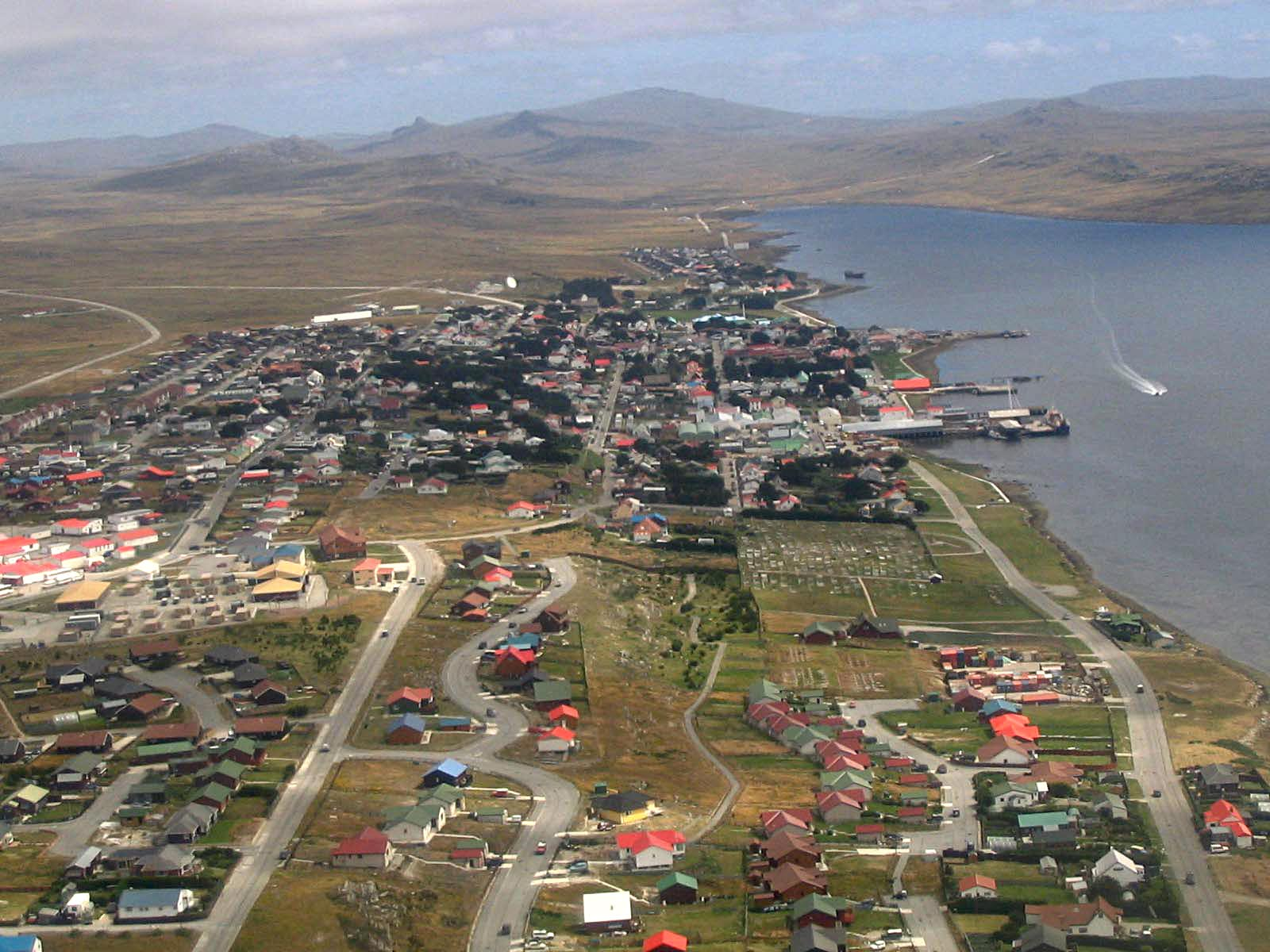
La capitale des îles, en.

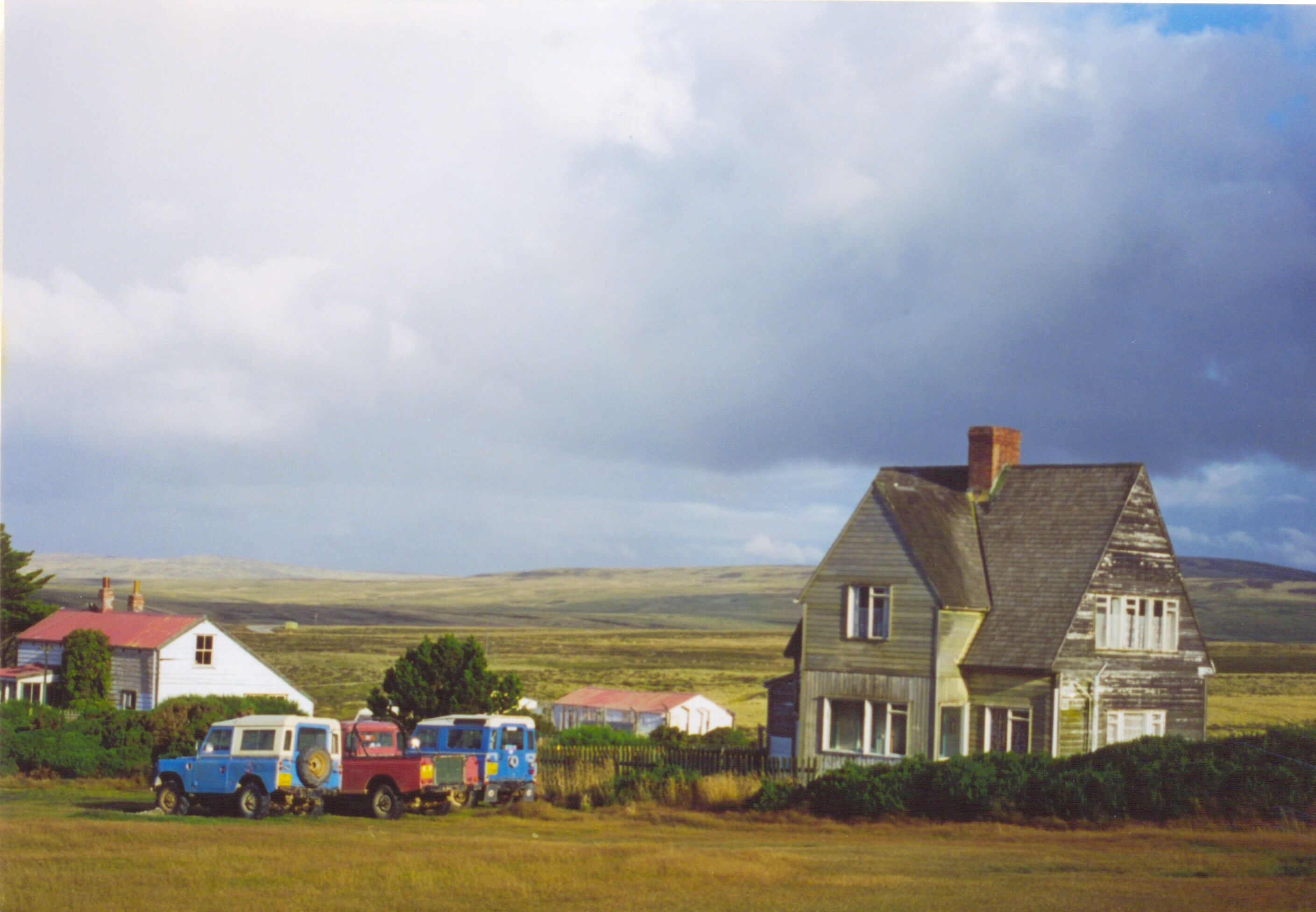
Ferme isolée dans le Camp.

Les principales activités des Malouines sont la pêche et l'agriculture. La pêche représente 40 % du PIB et 60 % des recettes fiscales de l'archipel. Des réserves substantielles mais encore inexploitées de matières premières (estimées entre 10 et 140 milliards d'euros) se trouveraient dans les fonds marins de leur territoire. Au niveau des relations entre les îles Malouines et l'Union européenne, 90 % des exportations de l'archipel se font vers l'Europe. Il est possible que cela évolue avec le Brexit.

### Activités
Depuis la guerre de 1982, au cours de laquelle l'archipel a déclaré une zone de pêche exclusive, la pêche (notamment des calmars) constitue la principale activité économique des îles Malouines.
Le gouvernement vend des licences de pêche à des navires européens, qui rapportent plus de 140 millions de livres par an de revenus. Il existe aussi une pêche locale. Plus de 75 % des prises sont du calmar, principalement exporté vers l'Espagne.
L'élevage de moutons est la principale activité des habitants de l'île (en 2002, on recensait 583 000 moutons sur l'archipel) apportant une importante source de revenus avec l'exportation de laine de haute qualité vers Londres.
Le tourisme a fortement progressé, avec 60 000 visiteurs en 2009. Les îles sont devenues un port régulier des paquebots dans le marché croissant des croisières australes. Il existe deux lignes aériennes régulières, à Santiago (Chili, passant par Punta Arenas) et à RAF Brize Norton (Grande-Bretagne, passant par l'Ascension). Mais, l'Argentine fermant toujours son espace aérien au transport vers les Malouines, la plupart des touristes arrivent en bateau. Les activités touristiques incluent des visites de l'île, la découverte de sa faune sauvage (principalement des manchots, des oiseaux marins, des otaries et des lions de mer) ou des champs de bataille de la guerre des Malouines, du golf, de la pêche et de la plongée sur épaves. Le tourisme est la seconde activité économique des îles, générant 7 millions de livres par an.
La plus grande société du territoire est la Falkland Islands Company (FIC), une société cotée à la bourse de Londres. Elle est responsable de la majorité de l'activité économique de l'archipel, bien que ses fermes aient été vendues en 1991 au Gouvernement des îles Malouines. La FIC opère maintenant dans le commerce à Port Stanley et dans les services portuaires et les activités de transport maritime[réf. nécessaire].

### Monnaie
La monnaie utilisée est la livre des îles Malouines, qui a la même valeur que la livre sterling. Les billets et pièces en livres sterling circulent et s'échangent sur l'archipel avec la monnaie locale. Les Malouines frappent également leurs propres pièces et émettent leurs propres timbres, constituant une petite source de revenus supplémentaires.

### Pétrole

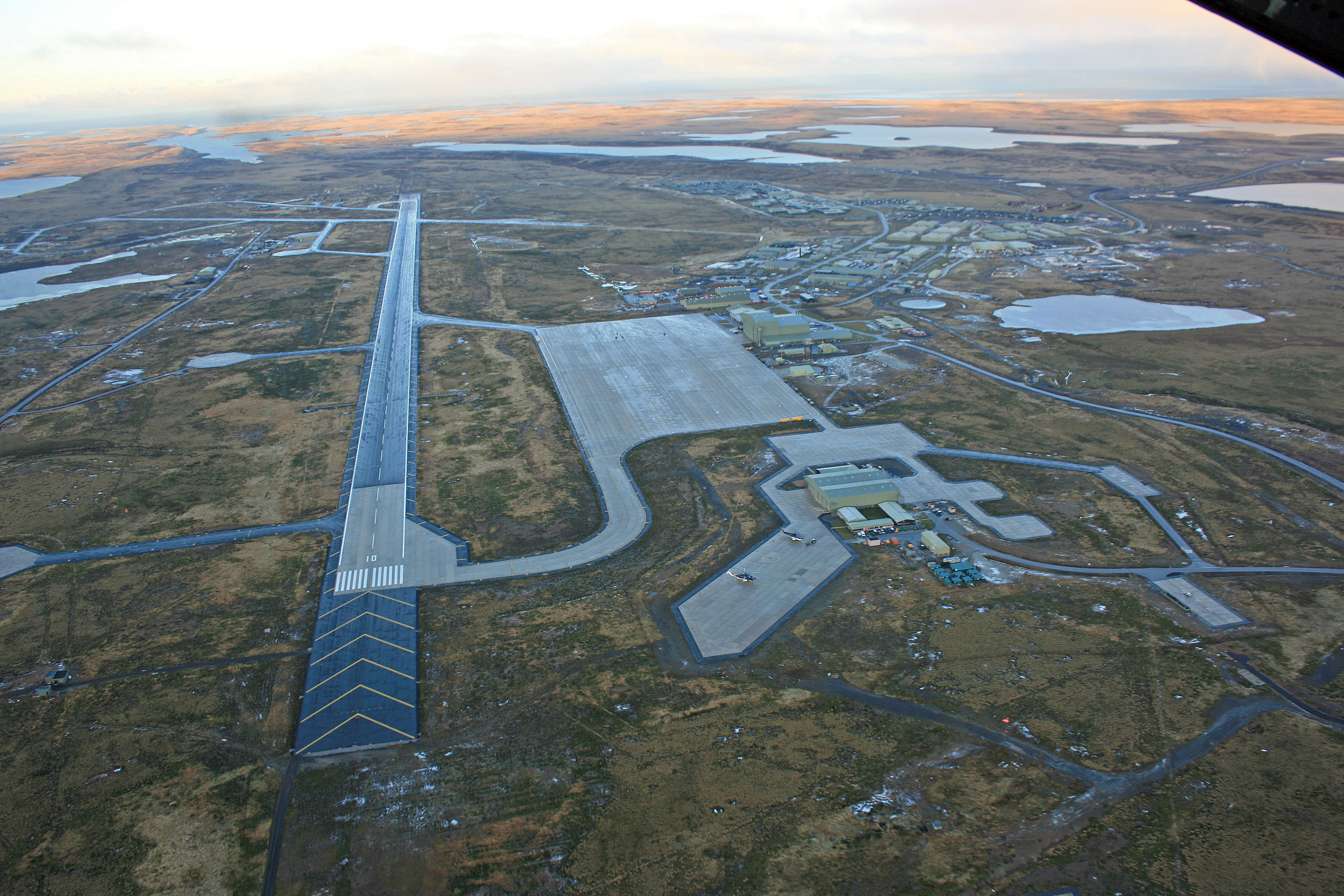
L'aéroport principal et la base militaire, RAF Mount Pleasant.

Vers 2009-2010, de petites compagnies pétrolières, le trio britannique Desire Petroleum, Rockhopper et Falkland Oil & Gas,, ont envisagé d'explorer les possibles ressources pétrolières de l'île et ont entamé à partir de février une campagne de forage. Ceci a suscité l'attention de la secrétaire d’État américaine, Hillary Clinton, qui demandait en janvier 2010 à son ambassade des informations supplémentaires à ce sujet, et notamment concernant l'attitude du gouvernement argentin. La résolution 407 (2007) du gouvernement argentin de Cristina Fernández de Kirchner menaçait toute compagnie explorant les lieux sans son accord d'être interdite d'activité en Argentine.
Un accord est ensuite intervenu avec les Argentins pour l'exploitation des ressources off-shore, dont on estimait jusqu'en fin 2010 qu'il y avait d'importantes réserves de pétrole, mais les conditions climatiques des mers australes rendent cette exploitation difficile et les désaccords persistant sur la souveraineté de l'archipel entravent ce développement. La défense de l'archipel est assurée par le Royaume-Uni et les dépenses militaires sur l'archipel contribuent à l'économie locale. Les îles sont auto-suffisantes, sauf pour leur défense ; les exportations[Quoi ?]  rapportent plus de 125 millions de livres par an[réf. nécessaire]. La première « véritable » découverte de pétrole dans les eaux de l'archipel a été enregistrée le 6 mai 2010 dans un bloc d'exploration détenu par la compagnie Rockhopper.
Le 6 décembre 2010, Desire Petroleum a confirmé que « l'examen des données du forage effectué au nord des îles Malouines démontrait que le forage était de mauvaise qualité » et donc inexploitable, celui-ci étant le seul estimé potentiellement exploitable. L'entreprise déclare qu'elle a les moyens de financer le forage de deux autres puits et des études sismiques.

## Philatélie
Durant l'occupation argentine d'avril 1982 au 14 juin 1982, les timbres d'Argentine (en) furent utilisés sans surcharge. Les timbres-à-date du bureau de poste de Port Stanley furent retirés et remplacés dès le 6 avril par un cachet argentin libellé « 9409 ISLAS MALVINAS * REPUBLICA ARGENTINA - date - surmonté du drapeau argentin ». Les lettres au départ des îles ou en transit venant de Géorgie du Sud et portant cette oblitération sont recherchées par les philatélistes, surtout argentins ou britanniques.
Avec la victoire britannique, le 14 juin 1982, la colonie utilisa son stock de timbres précédents (qui datait d'avant avril 1982) et continua à émettre ses propres timbres dès juillet 1982.

## Patrimoine
- Le musée de Goose Green à Goose Green dont la thématique principale est de retracer les événements de la guerre de 1982.
- Le musée de Port Howard à Port Howard abrite des souvenirs de la guerre de 1982.
- Le pont suspendu de Bodie Creek, construit en 1925 et fermé en 1997, permettait de relier Lafonia à la majeure partie de l’est des Îles Malouines.

## Habitants

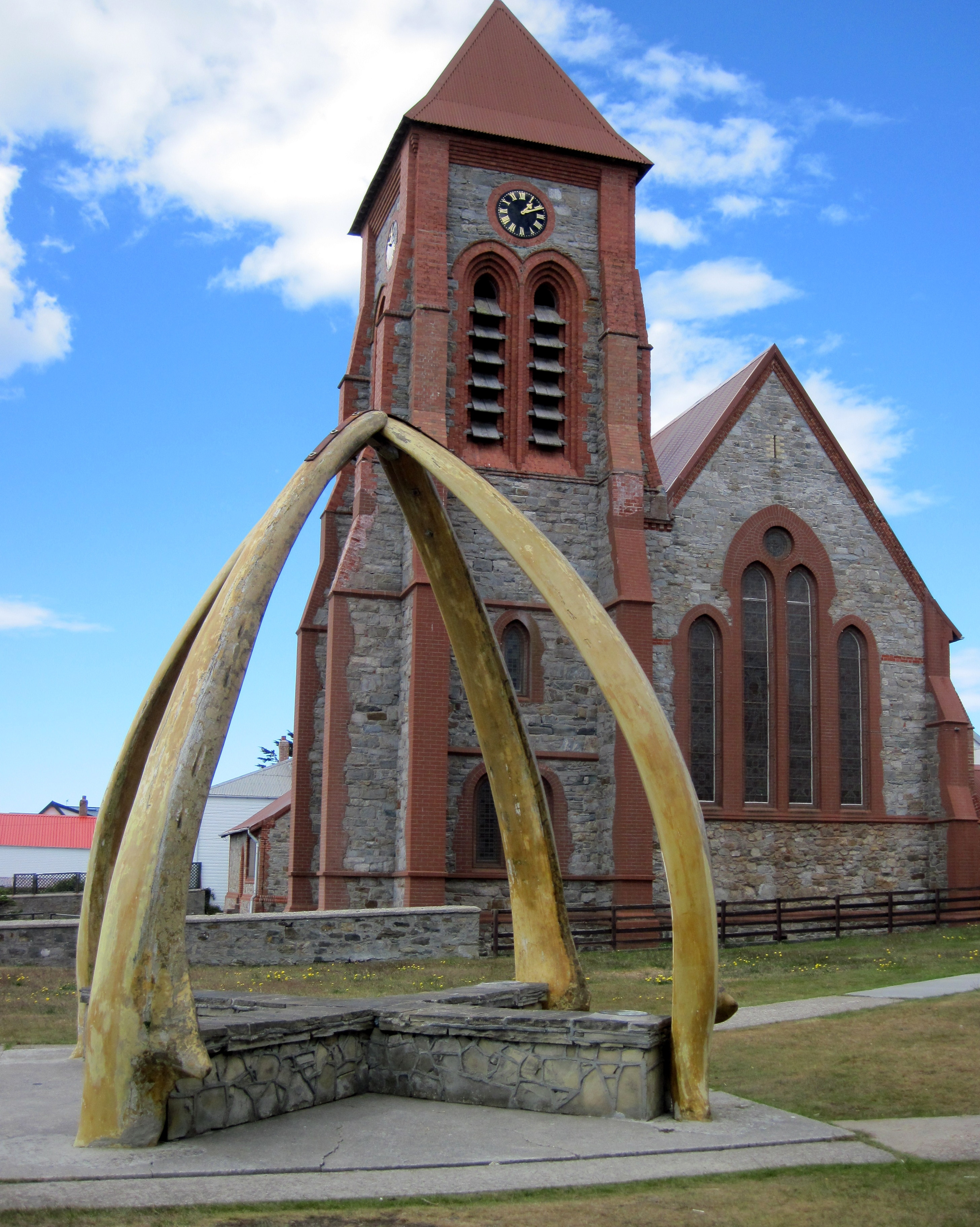
La cathédrale Christ Church à Port Stanley.

L'île était peuplée de 3 198 habitants en 2016, essentiellement d'origine européenne (britannique et scandinave), mais on compte aussi une petite minorité chilienne. Les deux tiers des résidents vivent dans la capitale, Stanley. Les autres vivent dans ce qui est appelé le Camp (les 12 173 km2 de l'archipel, hors Stanley). De plus, 1 700 soldats britanniques sont stationnés dans la base aéronavale de RAF Mount Pleasant. Les descendants des rares colons français et espagnols présents avant 1811 se sont intégrés aux populations britanniques et scandinaves, et seuls quelques noms de familles, souvent anglicisés, rappellent la colonisation française avant 1764 et la période espagnole jusqu'à l'indépendance de l'Argentine en 1816.
Les habitants des îles Malouines sont les Malouins et Malouines, nom qui s'identifie à celui des habitants de Saint-Malo. Ils sont appelés en anglais les Kelpers (de l'anglais kelp, « goémon », du fait de l'abondance de cette algue autour des îles), localement surnommés Klepartz, mais les habitants utilisent le dénominatif Islanders (littéralement « Insulaires »), trouvant le nom Kelper péjoratif.
La religion principale de l'île est la religion anglicane, mais on trouve également des catholiques romains, des luthériens et des évangéliques. L'église principale anglicane est la cathédrale du Christ-Roi de Stanley, mais on trouve également l'église Sainte-Marie de Stanley (catholique) et le Kingdom Hall of Jehovah Witnesses (Témoins de Jéhovah).

### Langues
La langue officielle des Îles Malouines est l'anglais, parlé par 89 % de la population selon le recensement de 2006. L'espagnol est quant à lui connu de 9 % de la population des îles.

## Faune
Parmi les oiseaux nicheurs se rencontre notamment le puffin majeur (Puffinus gravis) sur l'île Kidney qui ne se reproduit que sur ce site et trois îles de l'archipel Tristan da Cunha. Les Malouines abritent également l'albatros à sourcils noirs et cinq des 18 espèces de manchot existant au monde, dont des colonies de manchots royaux.
Un programme de dératisation a été mené sur une quarantaine de petites îles afin de stabiliser l'écosystème car les rongeurs détruisaient l'habitat des espèces déjà présentes.[réf. souhaitée]

## Culture et traditions
Les îles Malouines possèdent deux journaux hebdomadaires : le Teaberry Express et le Penguin News (en). Des émissions de radios et de télévisions spéciales sont également émises depuis le Royaume-Uni.
Le naturaliste Will Wagstaff (en) décrit la cuisine locale comme très britannique, utilisant des légumes locaux ainsi que du poisson, du bœuf, de l'agneau et du mouton local. Le thé, le café et les biscuits traditionnels sont également très prisés.
Cinq fêtes rythment la vie des îles Malouines :
- le Remembrance Sunday en novembre : il s'agit d'une cérémonie de souvenir de la guerre des Malouines en 1982, composée de défilés militaires, de cérémonies de recueillement et d'offices religieux[34] ;
- le Battle Day le 8 décembre est organisée en souvenir de l'engagement naval durant la Première Guerre mondiale ; une parade militaire se déroule à proximité du monument souvenir de 1914[35] ;
- le Stanley Sports Race Meeting fin décembre : une course hippique a lieu aux abords de Port Stanley durant le traditionnel Boxing Day ;
- le Midwinter Swim correspond à une baignade dans l'océan organisée pendant l'hiver en vue d'une levée de fonds caritative. Celle-ci prend place à Surf Bay, près de Port Stanley[36] ;
- le Liberation Day qui commémore la fin de l’occupation de l'île par les troupes argentines en 1982. Il s'agit d'un jour férié dans l'archipel, célébré par un défilé militaire et des offices religieux[37].